# Eliminatórias da Copa do Mundo FIFA de 2026 – CAF (Grupo C)
Esta página apresenta os resultados das partidas do Grupo C das eliminatórias africanas (CAF) para a Copa do Mundo FIFA de 2026.
O vencedor do grupo se classificará diretamente para a Copa do Mundo, e o segundo colocado poderá disputar o play-off para avançar a repescagem.

## Classificação
| Pos | Equipe        | Pts | J | V | E | D | GP | GC | SG | Classificado               |     |     |     |     |     |     |     |
| --- | ------------- | --- | - | - | - | - | -- | -- | -- | -------------------------- | --- | --- | --- | --- | --- | --- | --- |
| 1   | África do Sul | 13  | 6 | 4 | 1 | 1 | 10 | 5  | +5 | Copa do Mundo FIFA de 2026 |     | —   | out | 2–1 | set | 2–0 | 3–1 |
| 2   | Ruanda        | 8   | 6 | 2 | 2 | 2 | 4  | 4  | 0  | Possível play-off          |     | 2–0 | —   | out | 0–2 | 1–1 | 0–0 |
| 3   | Benim         | 8   | 6 | 2 | 2 | 2 | 6  | 7  | −1 |                            |     | 0–2 | 1–0 | —   | 2–1 | set | set |
| 4   | Nigéria       | 7   | 6 | 1 | 4 | 1 | 7  | 6  | +1 |                            | 1–1 | set | out | —   | 1–1 | 1–1 |     |
| 5   | Lesoto        | 6   | 6 | 1 | 3 | 2 | 4  | 5  | −1 |                            | set | 0–1 | 0–0 | out | —   | out |     |
| 6   | Zimbabwe      | 4   | 6 | 0 | 4 | 2 | 5  | 9  | −4 |                            | out | set | 2–2 | 1–1 | 0–2 | —   |     |

## Partidas
| 15 de novembro de 2023 | Ruanda | 0 – 0     | Zimbabwe | Stade Huye, Butare                             |
| 15:00 (UTC+2)          |        | Relatório |          | Público: 7 500 Árbitro: NIG Mohamed Ali Moussa |

| 16 de novembro de 2023 | Nigéria   | 1 – 1     | Lesoto       | Estádio Internacional Godswill Akpabio, Uyo |
| 17:00 (UTC+1)          | Ajayi 67' | Relatório | Mkwanazi 56' | Árbitro: TUN Mehrez Melki                   |

| 18 de novembro de 2023 | África do Sul        | 2 – 1     | Benim      | Estádio Moses Mabhida, Durban |
| 15:00 (UTC+2)          | Tau 2' · Mudau 45+2' | Relatório | Mounié 70' | Árbitro: SDN Mahmood Ismail   |

| 19 de novembro de 2023 | Zimbabwe   | 1 – 1     | Nigéria       | Stade Huye, Butare (Ruanda)                       |
| 15:00 (UTC+2)          | Musona 26' | Relatório | Iheanacho 67' | Público: 2 876 Árbitro: DJI Souleiman Ahmed Djama |

| 21 de novembro de 2023 | Lesoto | 0 – 0     | Benim | Estádio Moses Mabhida, Durban (África do Sul) |
| 15:00 (UTC+2)          |        | Relatório |       | Público: 1 000 Árbitro: ERI Tsegay Mogos      |

| 21 de novembro de 2023 | Ruanda                   | 2 – 0     | África do Sul | Stade Huye, Butare     |
| 15:00 (UTC+2)          | Nshuti 12' · Mugisha 28' | Relatório |               | Árbitro: EGY Amin Omar |

| 6 de junho de 2024 | Benim     | 1 – 0     | Ruanda | Estádio Félix Houphouët-Boigny, Abidjã (Costa do Marfim) |
| 16:00 (UTC+0)      | Dokou 37' | Relatório |        | Público: 3 600 Árbitro: MTN Dahane Beida                 |

| 7 de junho de 2024 | Zimbabwe | 0 – 2     | Lesoto                          | Estádio Orlando, Joanesburgo (África do Sul) |
| 15:00 (UTC+2)      |          | Relatório | Rasethuntsa 21' · Thabantso 31' | Árbitro: SWZ Thulani Sibandze                |

| 7 de junho de 2024 | Nigéria          | 1 – 1     | África do Sul | Estádio Internacional Godswill Akpabio, Uyo |
| 20:00 (UTC+1)      | Dele-Bashiru 46' | Relatório | Zwane 29'     | Árbitro: CHA Alhadj Allaou Mahamat          |

| 10 de junho de 2024 | Benim                     | 2 – 1     | Nigéria      | Estádio Félix Houphouët-Boigny, Abidjã (Costa do Marfim) |
| 16:00 (UTC+0)       | Dossou 37' · Mounié 45+3' | Relatório | Onyedika 27' | Árbitro: GAB Pierre Atcho                                |

| 11 de junho de 2024 | África do Sul                | 3 – 1     | Zimbabwe   | Estádio Free State, Bloemfontein |
| 18:00 (UTC+2)       | Rayners 1' · Morena 55', 76' | Relatório | Chirewa 2' | Árbitro: EGY Mohamed Maarouf     |

| 11 de junho de 2024 | Lesoto | 0 – 1     | Ruanda      | Estádio Moses Mabhida, Durban (África do Sul) |
| 18:00 (UTC+2)       |        | Relatório | Kwizera 45' | Árbitro: TOG Aklésso Gnama                    |

| 20 de março de 2025 | Zimbabwe                 | 2 – 2     | Benim                  | Estádio Moses Mabhida, Durban (África do Sul) |
| 18:00 (UTC+2)       | Munetsi 44' · Musona 59' | Relatório | Mounié 12' · Dokou 35' | Árbitro: ETH Bamlak Tessema Weyesa            |

| 21 de março de 2025 | África do Sul            | 2 – 0     | Lesoto | Estádio Peter Mokaba, Polokwane |
| 18:00 (UTC+2)       | Mofokeng 60' · Adams 64' | Relatório |        | Árbitro: DJI Mohamed Guedi      |

| 21 de março de 2025 | Ruanda | 0 – 2     | Nigéria            | Estádio Nacional de Amahoro, Quigali |
| 18:00 (UTC+2)       |        | Relatório | Osimhen 11', 45+3' | Árbitro: MAR Jalal Jayed             |

| 25 de março de 2025 | Benim | 0 – 2     | África do Sul          | Estádio Félix Houphouët-Boigny, Abidjã (Costa do Marfim) |
| 16:00 (UTC+0)       |       | Relatório | Foster 53' · Adams 84' | Árbitro: MTN Dahane Beida                                |

| 25 de março de 2025 | Nigéria     | 1 – 1     | Zimbabwe    | Estádio Internacional Godswill Akpabio, Uyo |
| 17:00 (UTC+1)       | Osimhen 74' | Relatório | Chirewa 90' | Árbitro: ERI Tsegay Mogos                   |

| 25 de março de 2025 | Ruanda      | 1 – 1     | Lesoto       | Estádio Nacional de Amahoro, Quigali |
| 18:00 (UTC+2)       | Kwizera 58' | Relatório | Fothoane 82' | Árbitro: CMR Antoine Effa            |

| 5 setembro de 2025 | Benim | –                          | Zimbabwe | Alassane Ouattara Stadium, Abidjan (Ivory Coast) |
| 16:00 (UTC+0)      |       | Report (FIFA) Report (CAF) |          |                                                  |

| 5 setembro de 2025 | Lesoto | –                          | África do Sul | Free State Stadium, Bloemfontein (South Africa) |
| 18:00 (UTC+2)      |        | Report (FIFA) Report (CAF) |               |                                                 |

| 6 setembro de 2025 | Nigéria | –                          | Ruanda | Estádio Internacional Godswill Akpabio, Uyo |
| 17:00 (UTC+1)      |         | Report (FIFA) Report (CAF) |        |                                             |

| 9 setembro de 2025 | Zimbabwe | –                          | Ruanda | Orlando Stadium, Johannesburg (South Africa) |
| 15:00 (UTC+2)      |          | Report (FIFA) Report (CAF) |        |                                              |

| 9 setembro de 2025 | África do Sul | –                          | Nigéria | Free State Stadium, Bloemfontein |
| 18:00 (UTC+2)      |               | Report (FIFA) Report (CAF) |         |                                  |

| 9 setembro de 2025 | Benim | –                          | Lesoto | Felix Houphouet Boigny Stadium, Abidjan (Ivory Coast) |
| 19:00 (UTC+0)      |       | Report (FIFA) Report (CAF) |        |                                                       |

| outubro de 2025 | Lesoto | – | Nigéria |  |
|                 |        |   |         |  |

| outubro de 2025 | Zimbabwe | – | África do Sul |  |
|                 |          |   |               |  |

| outubro de 2025 | Ruanda | – | Benim |  |
|                 |        |   |       |  |

| outubro de 2025 | África do Sul | – | Ruanda |  |
|                 |               |   |        |  |

| outubro de 2025 | Lesoto | – | Zimbabwe |  |
|                 |        |   |          |  |

| outubro de 2025 | Nigéria | – | Benim |  |
|                 |         |   |       |  |